# Ernest Bandelj
Ernest Bandelj, slovenski duhovnik, * 18. september 1915, spodnja Branica, † 30. april 1945, Prvačina.

## Življenje
Po srednji šoli se je vpisal na študij teologije v Gorici, 3. junija 1939 je prejel mašniško posvečenje, novo mašo je imel v Šmarjah na Vipavskem. Najprej je deloval v Nemškem Rutu, zaradi ovadbe fašistične učiteljice je moral v konfinacijo v Viterbo. Po italijanski kapitulaciji se je vrnil in leta 1943 postal župnijski upravitelj na Brjah na Vipavskem. Tam je živel precej skromno, gospodinjila mu je mati, ker ni bilo župnišča, je stanoval v hiši skupaj z družino, ki so ji požgali hišo. 
Spomladi leta 1945 so imeli četniki svojo postojanko pri podružnični cerkvi sv. Martina. Po napadu partizanov je bil eden od četnikov ranjen, zato so 30. aprila četniki prišli v hišo, kjer je stanoval župnik in vzeli žimnico, kjer pa naj bi imela gospodinja tega stanovanja shranjene prihranke. Ta je zato župnika prosila, da gre za četniki in pridobi nazaj žimnico. Bandelj se je s kolesom odpravil za njimi in jih dohitel pred Dornberkom. Ker je poznal četniškega kurata, je mislil, da mu bo uspelo. Vendar so ga četniki enostavno prijeli in pri starem mostu pod Prvačino pri domu obnemoglih zvezanega, skupaj z drugimi jetniki vrgli v Vipavo. Našli so ga šele po trinajstih dneh na jezu pri Kosavljah, pokopali so ga na Gradišču. Pred praznikom vseh svetih so ga prekopali v Šmarje. 
Njegovo ime je bilo na odstranjeni spominski plošči duhovnikom žrtvam fašizma na Brezjah.